# Leoo Verde
Erik Leonard (Leoo) Verde, ursprungligen Pettersson, född 25 juni 1904 i Stockholm, död den 29 april 1976 i Hägersten, var en svensk målare och tecknare.

## Utbildning och levnad
Leoo Verde föddes 1904 av Sofia Erika Pettersson  och växte upp utan familj. Som 16-åring började han studera vid Berggrens målarskola i Stockholm 1920 och fortsatte därefter sina studier vid Kungliga konsthögskolan 1921–1926 där han tilldelades kansler medaljen 1925 och den kungliga medaljen 1926. Han tilldelades Konstakademiens särskilda stipendium 1928 och 1928 som användes för studieresor 1928–1930 till Frankrike, Nederländerna, Belgien, Spanien, Tyskland och Danmark. Han reste till Norge 1939 för att studera norskt monumentalmåleri. 
Leoo Verde var från 1927 gift med konstnären och keramikern Mary-Ann Tollin-Verde (1903–1993). De hade tre söner: Sven (1930–2003), Per (1933–1996) och Hans (1936– ). Familjen bodde i Vånbäcken, Bestorp i Östergötland 1930–1946 och därefter i en villa i Mälarhöjden i Stockholm. Under åren 1937–1942 tjänstgjorde han som lärare vid ABF:s målarskola i Linköping. Bland eleverna kan bland annat nämnas konstnärerna Alf Gustavsson, Thorsten Andersson, Ivar Hammarlund, Fabian Eliasson, Idun Lovén och Kjell Lundberg. Han tilldelades ett flertal stipendier bland annat från Östgöta konstförening 1961, Konstnärsklubbens Karlebopriset 1962, Stockholms stads stipendium 196, Norrköpings Tidningar-Östergötlands Dagblads kulturpris 1964 och Statens konstnärsbelöning (livslång inkomstgaranti) 1965. 
Han valdes in som ledamot i Konstakademien 1965
Verde är begravd på Norra griftegården i Linköping.

## Konstnärlig verksamhet
I samband med en tävling i dekorativ utformning av Stockholms krematorium köptes hans förslag in av staten och han utförde dekorativa väggmålningar på Cafébolagets restaurang i Linköping samt väggmålningar på Frimurarehotellets sommarveranda och den större väggmålningen Det gror i Linköpings seminariums aula men hans största arbete var temperamålningen Två kuster i S:t Lars församlingshem i Linköping.  
I slutet av 1930-talet ställde Verde ut på Salon d'Automne (Höstsalongen) i Paris i samband med resor till Spanien, Nederländerna, Belgien, Frankrike och Tyskland. Hans första separatutställning hölls på Konstnärshuset i Stockholm 1936 som upprepades med separatutställningar i samma lokal 1944, 1954 och 1960. Han ställde även ut separat på Sveagalleriet i Stockholm 1963 samt i Norrköping, Linköping, Eskilstuna, Strängnäs och Borås. Tillsammans med Maj Arnell och Gösta Werner ställde han ut i Skövde 1964 och han genomförde ett stort antal utställningar med sin fru, Mary-Ann Tollin-Verde, på olika platser i landet. Från mitten av 1920-talet medverkade han i Sveriges allmänna konstförenings salonger i Stockholm och han medverkade regelbundet i utställningar arrangerade av Östgöta konstförening och Svenska konstnärernas förening. En minnesutställning med hans konst visades på Konstakademien 1979.
Leoo Verde målade i olja och är framför allt känd som skildrare av närbilder av natur, "de oändligt fina färgskiftningarna i ett stycke rutten näver, björklövet som blänker till inom en gärdesgårds utskurna fyrsiding. Verde levde sig in i det närliggande...". Under senare delen av sitt liv gjorde han ett antal målningar med långt neddragna horisonter med studier av dramatiska molnformationer: "Manliga, storslagna himlar, vilket måleri man skulle kunna göra av moln". Verde är representerad vid Moderna museet, Göteborgs konstmuseum, Norrköpings Konstmuseum, Gävle museum, Östergötlands museum, Örebro läns museum och Hälsinglands museum.